# Lista de episódios de Agora a Sério
Esta é uma lista de episódios da comédia portuguesa Agora a Sério. 

## Visão Geral
| Temp. | Temp. | Episódios | Transmissão Original | Transmissão Original | Dia da Semana | Audiências (média dos episódios) | Elenco principal                                                                        |
| Temp. | Temp. | Episódios | Estreia de Temp.     | Final de Temp.       | Dia da Semana | Audiências (média dos episódios) | Elenco principal                                                                        |
| ----- | ----- | --------- | -------------------- | -------------------- | ------------- | -------------------------------- | --------------------------------------------------------------------------------------- |
|       | 1     | 13        | 17 de junho de 2015  | 9 de julho de 2015   | Terça - Sexta | -                                | Ana Brito e Cunha Luís Aleluia Ricardo Castro Carla Salgueiro Carlos Areia Samuel Alves |

## Primeira Temporada (2015)
| # | Título     | Guionista(s) | Realizador(es) | Transmissão Original | Espectadores |  |  |  |  |  |  |
| 1.01 (01) | Episódio 1 | -            | -              | 17 de junho de 2015  | 3.4          |  |  |  |  |  |  |
| Gonçalo está insatisfeito com muita coisa. Uma delas é o seu trabalho onde o seu desespero aumenta a cada dia à medida que Filipa, sua chefe, pede-lhe que redija reportagens absurdas. Outra coisa que não faz de Gonçalo um indivíduo particularmente feliz são os seus colegas de casa, que o deixam na iminência de comprar um bilhete de volta para a casa dos pais. Já Ana, que não está muito melhor, anuncia a Vasco e Gonçalo, que tentou a sua sorte noutro casting, depois de várias tentativas no passado que quase corriam bem. No entanto, Gonçalo ganha coragem para se declarar a Ana, o que acaba por se tornar num bom exercício de representação. E por falar em exercício e em performance artística, Mascarenhas e Filipa também aproveitaram para dar um ar da sua graça, praticando alguns alongamentos e piruetas em conjunto. |            |              |                |                      |              |  |  |  |  |  |  |
| |            |              |                |                      |              |  |  |  |  |  |  |
| 1.02 (02) | Episódio 2 | -            | -              | 18 de junho de 2015  | -            |  |  |  |  |  |  |
| Filipa está preocupada com o futuro do jornal, enquanto Vasco está preocupado com a vida social da sua mãe. Por causa de Vasco, também Gonçalo e Ana ficam preocupados com a sua exposição mediática. Não querendo ficar atrás, Filipa achou que devia renovar o seu "book", que estava desatualizado, contando para isso com a perícia ocular de Mascarenhas. Com isto, os problemas do jornal acabam por ser passageiros, mas os de Vasco, Gonçalo e Ana ficam para a eternidade. |            |              |                |                      |              |  |  |  |  |  |  |
| |            |              |                |                      |              |  |  |  |  |  |  |
| 1.03 (03) | Episódio 3 | -            | -              | 19 de junho de 2015  | -            |  |  |  |  |  |  |
| Filipa incumbe Gonçalo de fazer mais uma notícia pouco concreta, desta feita sobre emigração. Ideal para esse trabalho talvez fosse Ana - que quer emigrar, até porque o seu namorado já era. Ao sabê-lo, Gonçalo convida-a para sair uma noite... cá dentro. Emigrante foi Mascarenhas mas ao que parece não correu bem. Melhor sorte teve Filipa que também esteve emigrada - e onde! Depois há Vasco alheio a emigrações - não tivesse marcado um encontro com uma mulher. O problema é que acaba a declara-se à pessoa errada... |            |              |                |                      |              |  |  |  |  |  |  |
| |            |              |                |                      |              |  |  |  |  |  |  |
| 1.04 (04) | Episódio 4 | -            | -              | 24 de junho de 2015  | -            |  |  |  |  |  |  |
| No episódio em que tem de fazer uma notícia de desporto, Gonçalo inscreve-se num ginásio com Vasco. Por sua vez Ana é chamada para ir a outro casting. Apesar de ter começado no ginásio, Gonçalo não tem coragem de expulsar de casa o inquilino atual, que com certeza anda na musculação há mais tempo, e pede a Vasco para fazê-lo. Como este não é bem-sucedido Gonçalo usa o seu último trunfo - Ana. Só que a cartada da sedução pode não ser a última carta que vai à mesa... |            |              |                |                      |              |  |  |  |  |  |  |
| |            |              |                |                      |              |  |  |  |  |  |  |
| 1.05 (05) | Episódio 5 | -            | -              | 25 de junho de 2015  | -            |  |  |  |  |  |  |
| O crime compensa, e por isso Filipa quer mais notícias sobre delitos e outras atividades criminosas no jornal. Como tal, incumbe os seus subordinados a fazê-lo, isto é, Mascarenhas e Gonçalo. O duo nem sempre acata os seus afazeres da forma mais ortodoxa, mas acabam por fazê-lo, e talvez até coloquem o seu empenho a um nível demasiado elevado. Bastante proactivo, Gonçalo tem mais trabalho para preparar fora da redação - as entrevistas para escolher um novo colega de casa. |            |              |                |                      |              |  |  |  |  |  |  |
| |            |              |                |                      |              |  |  |  |  |  |  |
| 1.06 (06) | Episódio 6 | -            | -              | 26 de junho de 2015  | -            |  |  |  |  |  |  |
| Gonçalo desperta para a realidade: está sozinho, apesar de ter uma mulher no quarto. Há noites memoráveis, de que todos se orgulham. Para Gonçalo, a última noite não foi um dessas... Vasco também não teve uma noite memorável, até porque não se lembra de nada. Saudoso da sua juventude, Mascarenhas convence Gonçalo e Ana a sair com ele. Os três vão confirmar que, quando bate à porta, um mal nunca vem só. |            |              |                |                      |              |  |  |  |  |  |  |